# Élections sénatoriales de 2008 dans l'Aveyron
Les élections sénatoriales en Aveyron ont eu lieu le dimanche 21 septembre 2008. Elles ont eu pour but d'élire les sénateurs représentant le département au Sénat pour un mandat de six années.

## Contexte départemental
Lors des élections sénatoriales du 27 septembre 1998 en Aveyron, deux sénateurs DL ont été élus, Jean Puech et Bernard Seillier.
Depuis, tous les effectifs du collège électoral des grands électeurs ont été renouvelés, avec les élections législatives françaises de 2007, les élections régionales françaises de 2004, les élections cantonales de 2004 et 2008 et les élections municipales françaises de 2008.

## Rappel des résultats de 1998
|                | Jean Puech        | DL             | 533 | 65,32  |  |  |
|                | Bernard Seillier  | DL             | 521 | 63,85  |  |  |
|                | Armand Vernhettes | PRG            | 192 | 23,53  |  |  |
|                | Gérard Deruy      | PS             | 190 | 23,28  |  |  |
|                | Patrick Rousseau  | PCF            | 45  | 5,51   |  |  |
|                | Guy Drillin       | PCF            | 43  | 5,27   |  |  |
|                | Alain Desjardins  | Verts          | 23  | 2,82   |  |  |
|                | André Marçais     | FN             | 10  | 1,23   |  |  |
|                |                   |                |     |        |  |  |
| Inscrits       | Inscrits          | Inscrits       | 847 | 100,00 |  |  |
| Abstentions    | Abstentions       | Abstentions    | 9   | 1,06   |  |  |
| Votants        | Votants           | Votants        | 838 | 98,94  |  |  |
| Blancs et nuls | Blancs et nuls    | Blancs et nuls | 22  | 2,63   |  |  |
| Exprimés       | Exprimés          | Exprimés       | 816 | 97,37  |  |  |

## Sénateurs sortants
| Sénateur | Sénateur         | Parti | Fonctions lors de l'élection en 1998                                                |
| -------- | ---------------- | ----- | ----------------------------------------------------------------------------------- |
|          | Jean Puech       | UMP   | Sénateur sortant, président du conseil général, président de l'ADF, maire de Rignac |
|          | Bernard Seillier | MPF   | Sénateur sortant, conseiller général, maire de Sévérac-le-Château                   |

## Présentation des candidats et des suppléants
Les nouveaux représentants sont élus pour une législature de 6 ans au suffrage universel indirect par les 859 grands électeurs du département. En Aveyron, les sénateurs sont élus au scrutin majoritaire à deux tours. Leur nombre reste inchangé, 2 sénateurs sont à élire. Ils sont 11 candidats dans le département, chacun avec un suppléant.
| T/S  | Candidats | Candidats                | Parti | Principale fonction                          |
| ---- | --------- | ------------------------ | ----- | -------------------------------------------- |
| T 1  |           | Marie-Christine Llados   | PCF   |                                              |
| S 1  |           | Jean-Paul Boyer          | PCF   |                                              |
| T 2  |           | Claude Charon            | PCF   |                                              |
| S 2  |           | Guy Rouquayrol           | PCF   |                                              |
| T 3  |           | Alain Fauconnier         | PS    | Conseiller régional, maire de Saint-Affrique |
| S 3  |           | Anne Gaben-Toutant       | PS    |                                              |
| T 4  |           | Anne-Marie Escoffier     | PRG   | Conseillère générale, ancienne préfète       |
| S 4  |           | Stéphane Mazars          | PRG   | Adjoint au maire de Rodez                    |
| T 5  |           | Vincent Descargues       | Verts |                                              |
| S 5  |           | Rose-Noëlle Gauguier     | Verts |                                              |
| T 6  |           | Yves Frémion             | Verts | Conseiller régional                          |
| S 6  |           | Bernadette Baudras       | Verts |                                              |
| T 7  |           | Gérard Descrozailles     | DVD   | Ancien maire de Bozouls                      |
| S 7  |           | Francis Cayron           | DVD   |                                              |
| T 8  |           | Marc Censi               | UMP   | Ancien maire de Rodez                        |
| S 8  |           | Jean-Marie Daures        | UMP   |                                              |
| T 9  |           | Jean Puech               | UMP   | Sénateur sortant                             |
| S 9  |           | Renée-Claude Coussergues | UMP   |                                              |
| T 10 |           | Jacques Godfrain         | UMP   | Conseiller municipal de Millau               |
| S 10 |           | Sylvette Hermier         | UMP   |                                              |
| T 11 |           | Michel Dorlin            | FN    |                                              |
| S 11 |           | Jean-Louis Reylet        | FN    |                                              |

## Résultats
| Candidat et parti politique | Candidat et parti politique | Candidat et parti politique | Premier tour | Premier tour | Second tour | Second tour |
| Candidat et parti politique | Candidat et parti politique | Candidat et parti politique | Voix         | %            | Voix        | %           |
| --------------------------- | --------------------------- | --------------------------- | ------------ | ------------ | ----------- | ----------- |
|                             | Anne-Marie Escoffier        | PRG                         | 366          | 43,57        | 489         | 57,94       |
|                             | Alain Fauconnier            | PS                          | 358          | 42,62        | 484         | 57,35       |
|                             | Jacques Godfrain            | UMP                         | 276          | 32,86        | 348         | 41,23       |
|                             | Jean Puech                  | UMP                         | 255          | 30,36        | 342         | 40,52       |
|                             | Gérard Descrozaille         | DVD                         | 137          | 16,31        | Retrait     | Retrait     |
|                             | Marc Censi                  | UMP                         | 125          | 14,88        | Retrait     | Retrait     |
|                             | Marie-Christine Llados      | PCF                         | 32           | 4,40         | Retrait     | Retrait     |
|                             | Claude Charon               | PCF                         | 31           | 3,81         | Retrait     | Retrait     |
|                             | Yves Frémion                | Verts                       | 22           | 2,62         | Retrait     | Retrait     |
|                             | Vincent Descargues          | Verts                       | 15           | 1,79         | Retrait     | Retrait     |
|                             | Michel Dorlin               | FN                          | 3            | 0,36         | Retrait     | Retrait     |
|                             |                             |                             |              |              |             |             |
| Inscrits                    | Inscrits                    | Inscrits                    | 972          | 100,00       | 972         | 100,00      |
| Abstentions                 | Abstentions                 | Abstentions                 | 16           | 1,65         | 18          | 1,85        |
| Votants                     | Votants                     | Votants                     | 956          | 98,35        | 954         | 98,15       |
| Blancs et nuls              | Blancs et nuls              | Blancs et nuls              | 25           | 2,62         | 21          | 2,20        |
| Exprimés                    | Exprimés                    | Exprimés                    | 931          | 97,38        | 933         | 97,80       |